# Boscarla de Pagan
La boscarla de Pagan (Acrocephalus yamashinae) és un ocell extint de la família dels acrocefàlids (Acrocephalidae) que habitava l'illa Pagan, a les Marianes.